# Body Electric
Body Electric – drugi singel w karierze zespołu The Sisters of Mercy. Został wyjątkowo wydany przez wytwórnię CNT Productions a nie jak zwykle przez Merciful Release. Zostały na nim zawarte dwa utwory, które po latach znajdą się na wydawnictwie Some Girls Wander by Mistake.

## Lista utworów
Strona A
1. Body Electric

Strona B
1. Adrenochrome